# Karel Randák
Karel Randák (* 2. září 1955) je český zpravodajec a voják, v letech 2004–2006 ředitel Úřadu pro zahraniční styky a informace.

## Kariéra
Vystudoval Fakultu tělesné výchovy a sportu Univerzity Karlovy a poté byl vojákem z povolání. V mládí se věnoval závodní cyklistice, připravoval se v Dukle Praha pod vedením Pavla Vršeckého a dvakrát se stal mistrem Československa. V roce 1980 vytvořil časem 2:18:01,85 nejlepší světový výkon v časovce na 100 km. Kariéru ukončil v roce 1982 a působil jako trenér reprezentace v dráhové cyklistice.
Po roce 1989 působil jako zpravodajský důstojník Federální bezpečnostní informační služby, od roku 1993 Bezpečnostní informační služby (BIS), kde se specializoval na ekonomické kauzy a boj proti organizovanému zločinu.
V polovině 90. let 20. století přešel do civilní rozvědky, Úřadu pro zahraniční styky a informace (ÚZSI) a v říjnu 2004 se stal jejím ředitelem. Z funkce byl odvolán ministrem vnitra Ivanem Langerem po nástupu první vlády Mirka Topolánka, kdy jej nahradil Jiří Lang. Jako důvod byl uveden záměr sloučit ÚZSI a BIS do jediné zpravodajské služby, k čemuž ale nedošlo. V této době však byla zveřejněna informace, že v Praze hrozí teroristický útok a Randák obvinil úřady, že Česko nemá fungující systém boje proti terorismu, čímž se dostal do ostrého sporu s ministrem Langrem. Randák později, v roce 2017, uvedl, že je za odvolání vděčný, jinak by s vládou musel vycházet, nebo by musel rezignovat.
V březnu 2011 se stal členem správní rady Nadačního fondu proti korupci.

## Kontroverze

### Kauza Savoy

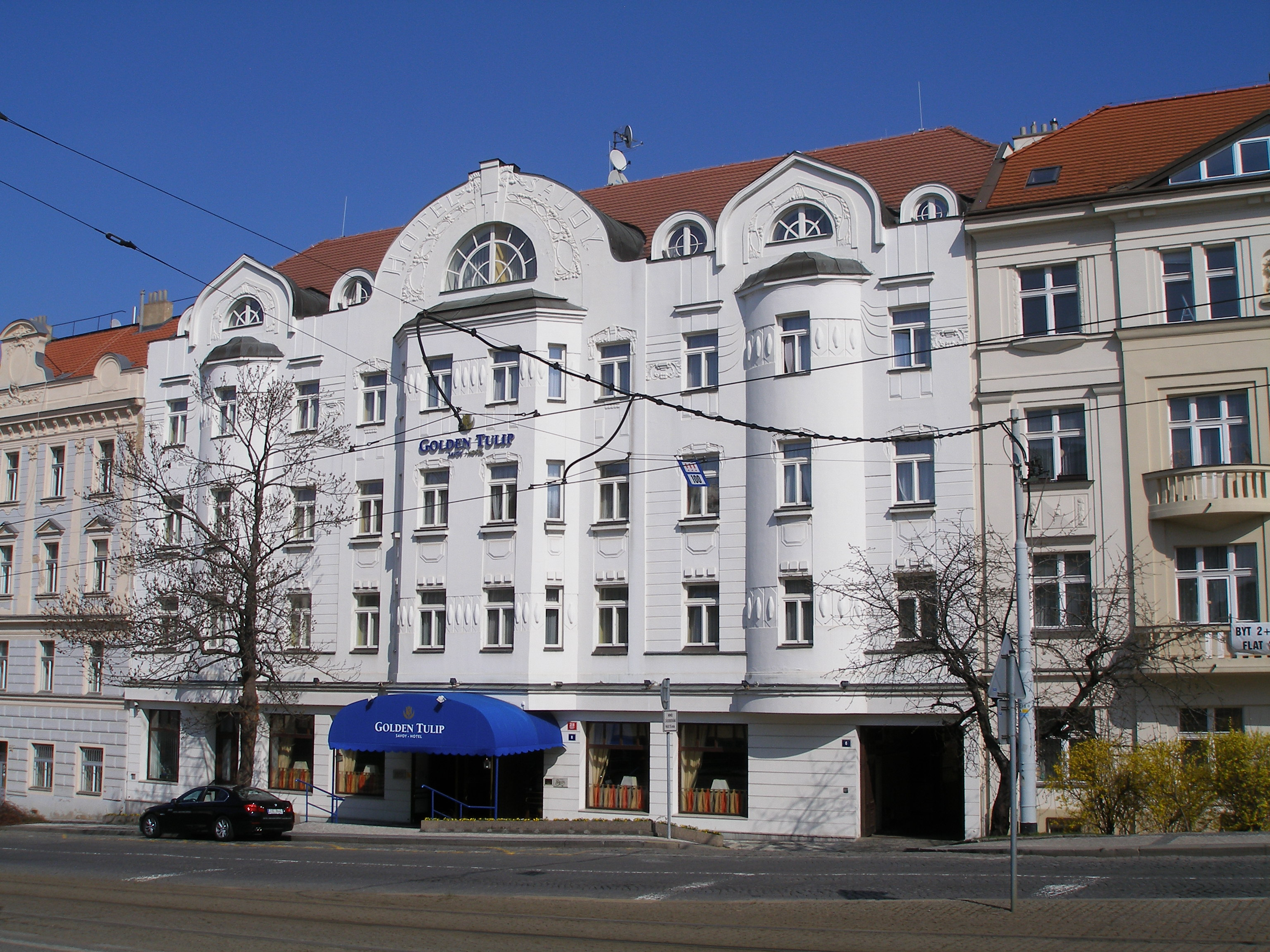
Pražský hotel Savoy

Novinářka Sabina Slonková zveřejnila v únoru 2008, krátce před volbou prezidenta, na internetovém portálu Aktuálně.cz videozáznam z hotelu Savoy, kde proběhlo jednání Jiřího Weigla, kancléře prezidenta Václava Klause, a lobbisty Miroslava Šloufa. Z obavy před zmanipulováním prezidentské volby následně Strana zelených a další politické strany prosadily veřejné hlasování o hlavě státu. Slonková odmítla svůj zdroj prozradit a byla odsouzena k pokutě 20 tisíc korun. Tehdejší premiér Mirek Topolánek ze zorganizování cíleného úniku záznamu obvinil Randáka, ačkoli toto obvinění nepotvrdilo pozdější vyšetřovaní policejního Útvaru pro odhalování organizovaného zločinu.

### Kauza toskánské dovolené Mirka Topolánka
Koncem července 2009 zveřejnil deník MF Dnes reportáž článek o dovolené v toskánském letovisku Monte Argentario, na které se expremiér Topolánek a lobbista Marek Dalík sešli s bývalým ministrem dopravy Řebíčkem, generálním ředitelem firmy ČEZ Martinem Romanem a dalšími bývalými politiky a podnikateli. Setkání vyvolalo značný zájem veřejnosti, neboť k němu došlo krátce po schválení kontroverzního zákona o emisních povolenkách, který firmě ČEZ bezplatně poskytuje povolenky k vypouštění skleníkových plynů v hodnotě desítek miliard korun. Následně deník zveřejnil, že kompromitující fotografie a videozáznamy mu poskytl právě Karel Randák.

### Kauza Dopravní podnik hl. m. Prahy
Nadační fond proti korupci, jehož členem správní rady Randák tehdy byl, obvinil pražského podnikatele Ivo Rittiga, který je považován za jednoho z regionálních kmotrů ODS, že na jeho účty přicházely desítky milionů korun z pražského dopravního podniku. Rittig se proti tomu ostře ohradil a uvedl, že je „šokován, jak bezostyšnému osočení jsem byl vystaven“. Společnost Neograph, která pro dopravní podnik dodávala jízdenky, měla uzavřenou smlouvu s firmou Cokeville Assets sídlící na Britských Panenských ostrovech. Za zprostředkování smlouvy měla tato společnost dostávat z každého lístku 17 haléřů. Randák tvrdí, že firma Cokeville má smlouvu o spolupráci s Rittigem, na základě které má firma Rittigovi vyplácet provize ve výši 160 tisíc eur měsíčně a procenta ze zisku.
V prosinci 2011 upozornil Randák na firmu Oleo Chemical, která dodávala bionaftu do pražského dopravního podniku a také spolupracovala s firmou Cokeville Assets. V září 2014 pak Útvar pro odhalování organizovaného zločinu zadržel některé pracovníky firmy Oleo Chemical a advokáty kanceláře MSB Legal. Policie obvinila 10 lidí z několik trestných činů včetně krácení daně a porušení povinnosti při správě cizího majetku, neboť pracovali jako organizovaná skupina a vyváděli peníze z firmy Oleo Chemical.

### Kauza Nagyová
Dne 30. října 2012 byl Randák spolu s dalším zaměstnancem Úřadu vlády ČR obviněn Policií ČR z úniku informací ohledně výplaty šéfky kabinetu premiéra ČR Jany Nagyové. Její výplatní lístky unikly do médií v lednu 2012. Soud druhé instance (odvolací soud) Randáka z tohoto obvinění očistil.